# Ministerstvo průmyslu a obchodu České republiky
Ministerstvo průmyslu a obchodu České republiky (MPO) je ústřední orgán státní správy pro státní politiku v oblasti průmyslu, obchodu, surovin a ekonomických vztahů vůči zahraničí.

## Historie
Ministerstvo průmyslu a obchodu zřídil s účinností od 30. října 1992 zákon č. 474/1992 Sb. ze 23. září, novelizující kompetenční zákon zákon č. 2/1969 Sb., o zřízení ministerstev a jiných ústředních orgánů státní správy České republiky, který (ve znění pozdějších předpisů) vymezuje základní působnost ministerstva. Oblasti působnosti MPO byly předtím rozděleny mezi rušené ministerstvo průmyslu a ministerstvo obchodu a cestovního ruchu (cestovní ruch převzalo zároveň vzniklé ministerstvo hospodářství České republiky); v dřívějších dobách existovaly rovněž (české i federální) ministerstvo obchodu, ministerstvo plánování a ministerstva jednotlivých průmyslových podoborů.

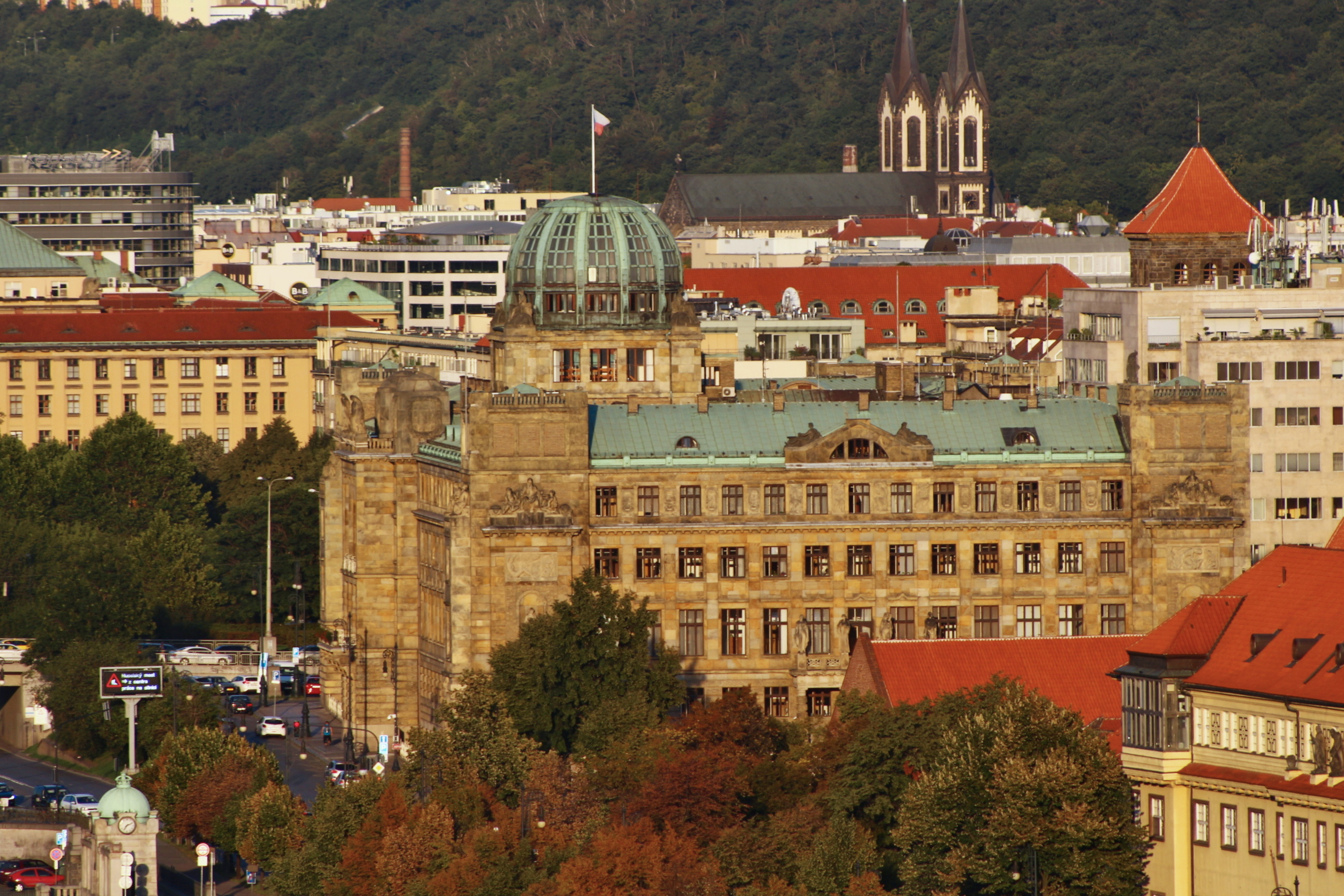
Pravé křídlo MPO z Letné; vlevo za parčíkem žluté min. dopravy

## Sloučení s ministerstvem dopravy
Nejméně od roku 2012 přetrvávají snahy o sloučení ministerstva dopravy s ministerstvem průmyslu a obchodu. S návrhem na sloučení přišla předsedkyně strany LIDEM a vicepremiérka Nečasovy vlády Karolína Peake v říjnu 2012 o odůvodněním, že činnost obou ministerstev jde ruku v ruce, přičemž úsporu odhadla na až sto milionů korun ročně, hlavně na podpůrných činnostech, jako je třeba účetnictví, personalistika, IT systémy. První náměstek ministra financí Ladislav Minčič (ODS) tehdy uvedl, že je to krok správným směrem, ministr průmyslu a obchodu Martin Kuba (ODS) označil plán za „v této chvíli za víceméně nerealizovatelný“ a odmítl stanout v čele sloučeného ministerstva, ministr dopravy Pavel Dobeš uvedl, že „práce na sloučení těchto dvou ministerstev by opravdu nebyla v rámci týdnů ani měsíců, ale poměrně dlouhého časového období.“ Ministr bez portfeje Petr Mlsna mimo jiné toto sloučení navrhl v lednu 2013 v rámci balíčku úsporných opatření a vláda Petra Nečase 16. ledna 2013 návrh schválila s tím, že sloučení má přinést úsporu 8,6 miliard Kč a má být proveden do konce volebního období. Podle dřívějších informací se sloučené ministerstvo mělo vrátit k názvu „ministerstvo hospodářství“ a vést jej měl dosavadní ministr průmyslu a obchodu. Pavel Švagr o týden později publikoval článek s historickým exkurzem a celoevropským porovnáním, se závěrem, že agendy obou ministerstev nemají mnoho průsečíků, jediným hlavním společným jmenovatelem je stavebnictví, respektive dopravní stavebnictví, kde však nelze čekat synergický efekt plynoucí ze sloučení obou resortů, a rozsah působnosti obou resortů je natolik široký, že požadavek na samostatné řízení je určitě namístě. Připomenul, že 18stránkový návrh 1. etapy úsporných opatření neobsahoval žádný konkrétní postup, harmonogram nebo vyčíslené očekávané úspory ani žádnou analýzu potenciálních duplicit či průsečíků agend.
K záměru se vrátil premiér Andrej Babiš, když v lednu 2020 navrhl odvolání ministra dopravy Vladimíra Kremlíka kvůli předražené zakázce na elektronické dálniční známky a současně navrhl vedením resortu dopravy trvale pověřit vicepremiéra, ministra průmyslu a obchodu Karla Havlíčka, s čímž Miloš Zeman souhlasil. Mluvčí Hospodářské komory Miroslav Diro vyjádřil obavu, zda v takto krátkém čase bude vůbec možné v jedné osobě dva resorty uřídit. Z dlouhodobého hlediska podle něj myšlenka sloučení ministerstev není úplně nesmyslná, ale k tomu je potřeba realizovat mnoho legislativních i procesně organizačních kroků. Výkonný ředitel Svazu dopravy ČR Petr Kašík připomenul nestabilitu resortu dopravy a časté střídání ministrů s tím, že další změna v čele tohoto resortu by byla katastrofou, a řekl, že Havlíček bohužel nemůže mít žádný čas hájení. Pokud by snad ke sloučení mělo dojít, nemůže se podle něj jednat pouze o sloučení vrcholných funkcí, ale o koncepční změnu rozhodovacích procesů včetně revize odborných agend. Generální tajemník Sdružení automobilových dopravců Česmad Bohemia Vojtěch Hromíř konstatoval, že by případné kroky k jejich slučování měly být dobře zváženy a případně zredukována současná agenda každého z nich. Programový ředitel Svazu moderní energetiky Martin Sedlák uvedl, že spojením dopravy a průmyslu může vzniknout zajímavý celek ministerstva infrastruktury. Den poté, co premiér Babiš hovořil o spojení ministerstev průmyslu a obchodu, dopravy a pro místní rozvoj nebo ministerstva práce a sociálních věcí s ministerstvem zdravotnictví, sice potvrdil, že dvě ministerstva povede až do konce volebního období jeden ministr, ale zároveň řekl: „Nikdo nejde ta ministerstva slučovat, ale to řízení bude takto, a myslím, že je to dobře.“ Proti slučování ministerstev se mezitím postavila jak koaliční ČSSD, tak KSČM, na jejíž podpoře vláda stojí, přičemž předseda KSČM Vojtěch Filip řekl, že pověření Havlíčka vedením i ministerstva dopravy považuje za dočasné.

## Oblasti působnosti
Ministerstvo průmyslu a obchodu je ústředním orgánem státní správy pro
- státní průmyslovou politiku, obchodní politiku, zahraničně ekonomickou politiku, tvorbu jednotné surovinové politiky, využívání nerostného bohatství, energetiku, teplárenství, plynárenství, těžbu, úpravu a zušlechťování ropy a zemního plynu, tuhých paliv, radioaktivních surovin, rud a nerud
- hutnictví, strojírenství, elektrotechniku a elektroniku, průmysl chemický a zpracování ropy, gumárenský a plastikářský, skla a keramiky, textilní a oděvní, kožedělný a polygrafický, papíru a celulózy a dřevozpracující
- výrobu stavebních hmot, stavební výrobu, zdravotnickou výrobu, sběrné suroviny a kovový odpad
- vnitřní obchod a ochranu zájmů spotřebitelů, zahraniční obchod a podporu exportu
- věci malých a středních podniků, jakož i věci živností
- technickou normalizaci, metrologii a státní zkušebnictví
- průmyslový výzkum, rozvoj techniky a technologií
- věci komoditních burz s výjimkou věcí náležejících do působnosti Ministerstva zemědělství České republiky

Ministerstvo
- koordinuje zahraničně obchodní politiku České republiky ve vztahu k jednotlivým státům
- zabezpečuje sjednávání dvoustranných a mnohostranných obchodních a ekonomických dohod včetně komoditních dohod
- realizuje obchodní spolupráci s Evropskými společenstvími, Evropským sdružením volného obchodu a jinými mezinárodními organizacemi a integračními seskupeními
- řídí a vykonává činnosti spojené s uplatňováním licenčního režimu v oblasti hospodářských styků se zahraničím
- posuzuje dovoz dumpingových výrobků a přijímá opatření na ochranu proti dovozu těchto výrobků
- řídí puncovnictví a zkoušení drahých kovů
- je nadřízené České energetické inspekci, České obchodní inspekci, Puncovnímu úřadu a Licenčnímu úřadu
- je řídícím orgánem Operačního programu Technologie a aplikace pro konkurenceschopnost (OP TAK) a dřívějších programů OP PI a OP PIK. Tyto programy zajišťují financování inovativních aktivit malých a středních podniků, také se zaměřuje na poskytování dotací pro podnikatele na úsporu energií prostřednictvím OZE

### Působení v oblasti metrologie
- řídí státní politiku a vypracovává koncepci rozvoje metrologie
- vydává předpisy
- řídí Úřad pro technickou normalizaci, metrologii a státní zkušebnictví a Český metrologický institut
- zabezpečuje účast ČR v mezinárodních metrologických orgánech a zajišťuje nebo pověřuje Úřad pro technickou normalizaci, metrologii a státní zkušebnictví nebo Český metrologický institut zabezpečováním úkolů plynoucích z tohoto členství.
- rozhoduje o opravných prostředcích proti rozhodnutí Úřadu pro technickou normalizaci, metrologii a státní zkušebnictví.

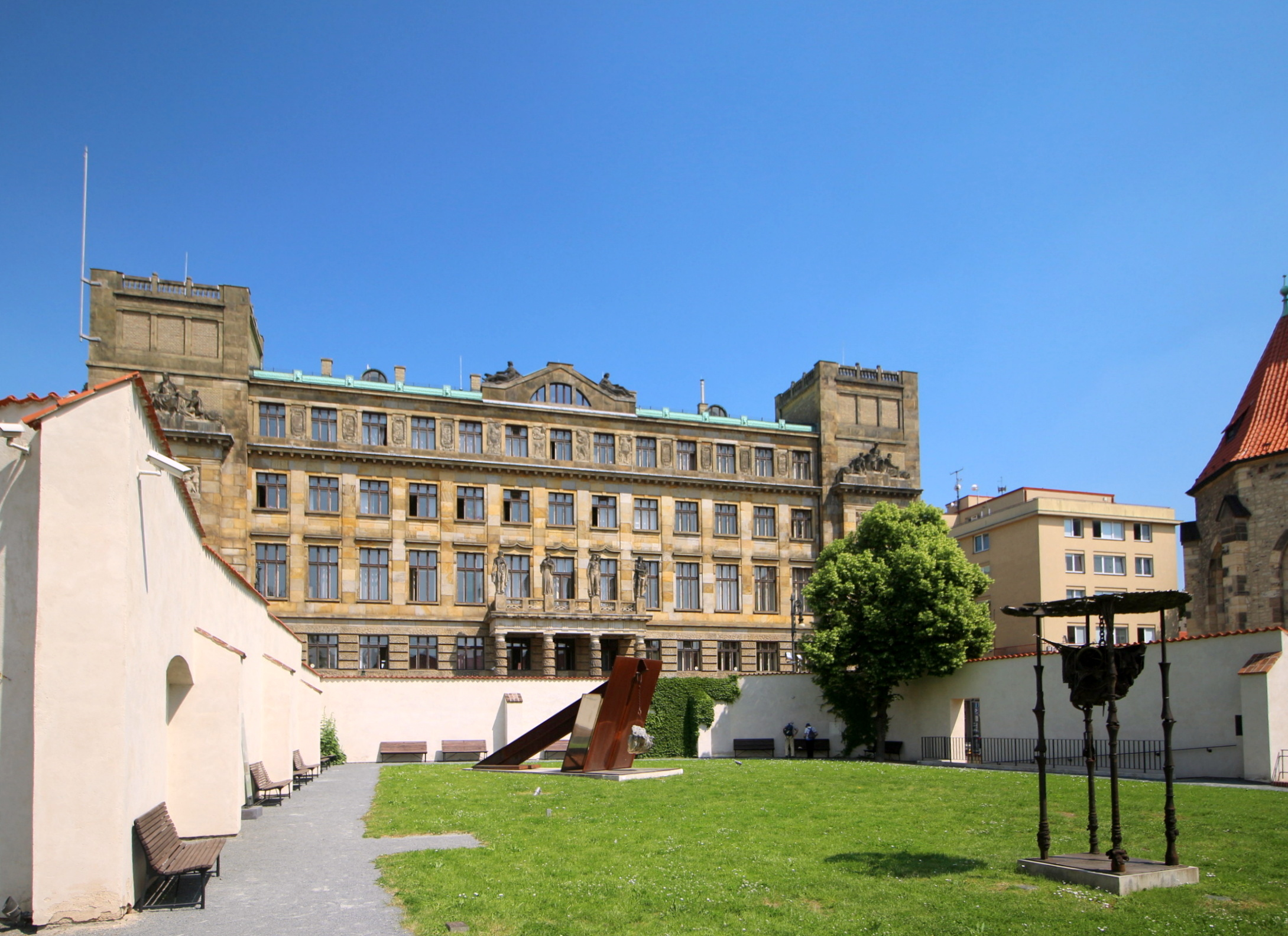
Pravé (západní) křídlo MPO s rohovými vížkami a zdobným arkýřem ze zahrad Anežského kláštera

## Bludný balvan
Český klub skeptiků Sisyfos ministerstvu udělil v roce 2010 anticenu zlatý Bludný balvan za „podporu a financování ‚Zařízení pro usnadnění detekce osob za překážkou‘“.

## Sídlo

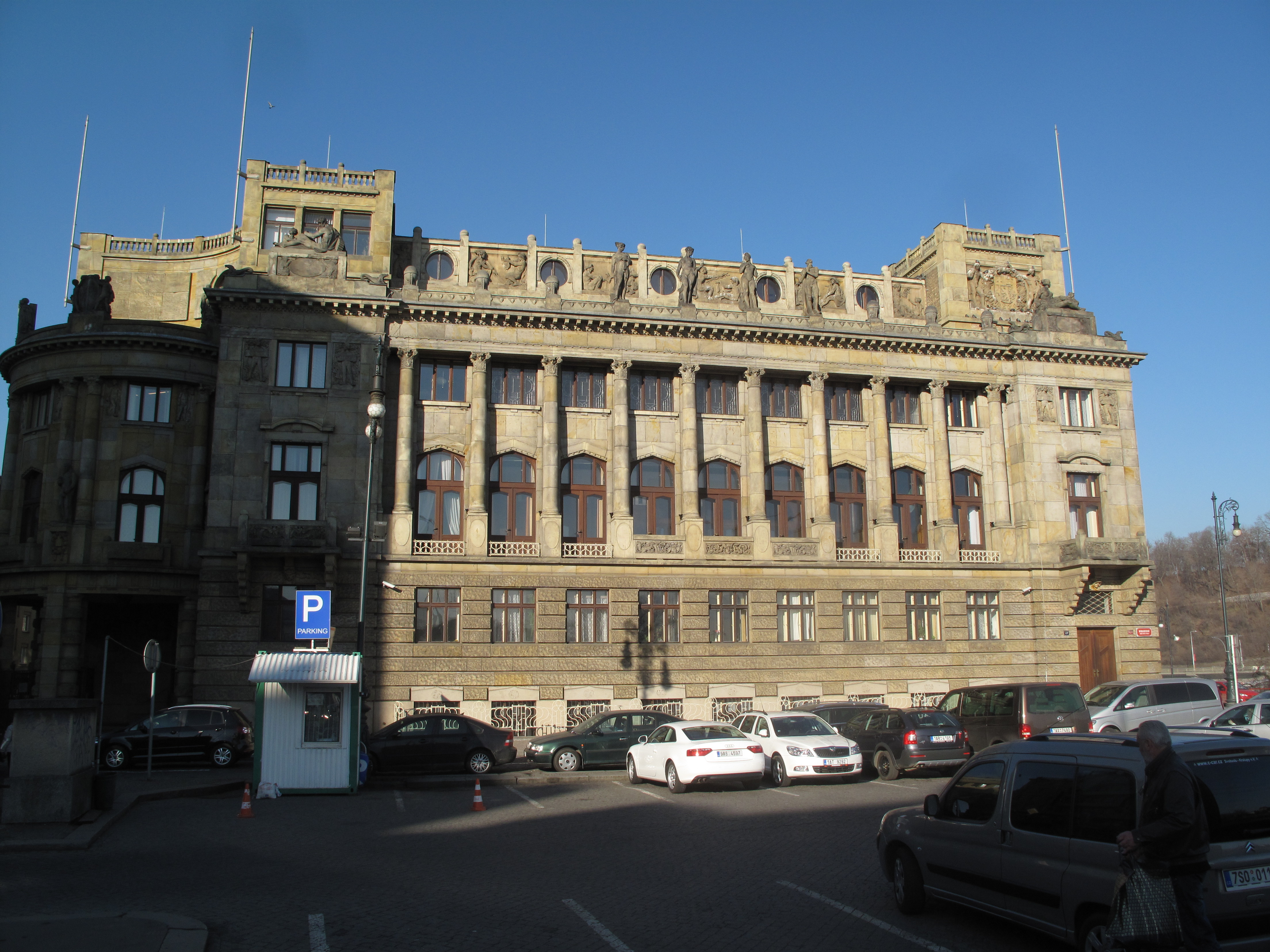
Levé křídlo MPO z Revoluční se sochařskou výzdobou

Ministerstvo sídlí v reprezentativní budově na adrese Praha 1 – Staré Město, Na Františku 1039/32 (s vedlejšími adresami Řásnovka 1039/7, Revoluční 1039/27, Klášterská 1039/32) u Dvořákova nábřeží mezi Štefánikovým mostem a Anežským klášterem). Je jednou z trojice reprezentativních státních budov, které nechala československá vláda postavit na nově regulovaném nábřeží Vltavy; další jsou ministerstvo železnic (dnes dopravy) a ministerstvo zemědělství na Novém Městě poblíž Hlávkova mostu.
Pro výstavbu budovy paláce Ministerstva průmyslu, obchodu a živností a Patentního úřadu byly zvoleny tehdy velmi zanedbané pozemky v prostoru vyústění ulic Na Františku, Klášterské a Plžové, které odedávna sloužily průmyslu, obchodu a živnostem. Nedaleko sídlila Pražská obchodní komora. Výstavba byla zahájena v roce 1928. Celkový rozpočet činil 32,5 miliónu korun. Dokončení bylo původně plánováno na rok 1931, nakonec však kolaudace proběhla až v roce 1934.
Architektem budovy byl Josef Fanta, jehož návrh byl vybrán ve veřejné soutěži, jíž se účastnilo 6 architektů. Jako dodavatel byla vybrána stavební firma Antonína Belady. Architektura je duchem obdobná stavbě prefekturálního paláce pro výstavy produktů, realizované v letech 1912–1919 v japonské Hirošimě náchodským rodákem Janem Letzelem (známé jako tzv. atomový dóm). V době svého vzniku byla stavba již stylově archaická, což bylo v tisku napadáno, odsuzováno a zesměšňováno. Kritik Jaromír Pečírka čelil dokonce v roce 1930 soudní žalobě od autorů sochařské výzdoby.
Třípatrová budova je postavena na půdorysu obdélníku o rozměrech 107 x 49 metrů. Má samonosné zdi a kamenné fasády ze žuly a pískovce. Nejde o typický obklad, kvádry žuly a pískovce jsou silné 25–35 centimetrů a na ně navazuje cihlová zeď. Žula pochází většinou z lokalit Dolní Město, Tanvald a Železná Ruda, zatímco pískovce převážně z lomu u Lázní Mšené.
Hlavní, severní průčelí s hlavním vchodem směřuje k Vltavě. Na obou stranách je ukončené čtyřbokými věžemi, ve střední ose je členěno rizalitem, který zahrnuje prostor vysokého přízemí a dvě podlaží hlavních reprezentačních místností a vrcholí balustrovou atikou s nadživotními figurálními plastikami symbolizujícími Průmysl, Obchod, Řemesla a Plavbu, nad kterými se vypíná dekorativní prosklená kopule. Po stranách jsou mohutné, kulovitě ukončené pylony, nesoucí čtyři reliéfy státních znaků Československé republiky. Na západní straně budovy byl původně vchod do Patentního úřadu. Nad ním je v úrovni prvního patra balkón, jehož zábradlí je tvořeno pilířky, nesoucími čtyři sochy v nadživotní velikosti, symbolizující Matematiku, Fyziku, Chemii a Inženýrství. Z jižního průčelí jsou vchody do dvou uzavřených dvorů, zvýrazněné portály se sochami.Střední část východního průčelí nad sloupy zvýrazňují figurální alegorické plastiky Podnikavost, Vynalézavost, Vytrvalost a Pravdivost. Ležící sochy s dětmi po obou stranách průčelí představují Obchod a Průmysl. Na celé budově se nachází přes sto dvacet soch, doplněných množstvím sgrafit, ornamentů, kovových mříží a dalších ozdobných prvků. Celkem se na této výzdobě podílelo čtrnáct umělců, z nichž nejznámější jsou Josef Augustin Paukert a Čeněk Vosmík. Většina původních sádrových modelů soch v měřítku 1:3, určených ke schválení stavebním výborem, je dosud uchována na půdě budovy. V roce 1999 proběhla rozsáhlá oprava celé fasády objektu.
Za hlavním vchodem a vstupním vestibulem stoupá oválná schodišťová dvorana po celé výšce budovy až do prosklené hladké kopule. Podlaha dvorany byla vyskládána z mramorových dlaždic, které byly později z velké části nahrazeny kamennými dlaždičkami. Z mramoru jsou rovněž obklady stěn, schodnice a sloupy pod dělicími oblouky. Prostor dvorany vymezují ochozy hlavního schodiště s klenutým stropem a tepaným zábradlím, ze kterého vybíhají chodby do křídel budovy. Ministerské schodiště ze žuly a mramoru je prosvětleno trojdílným oknem s barevnou vitráží do olova. Naproti schodišti jsou dveře do oválné zasedací síně se dvěma krby z krkonošského mramoru, mramorovým obložením stěn a štukovým stropem. Pracovna ministra a přilehlé prostory stejně jako reprezentační síň ministerstva se vyznačují masivním obložením z dubového dřeva s bohatou intarzií. Větší přijímací salonek kombinuje mramor ve vstupní části s intarzovaným obložením stěn v části určené pro jednání. Menší salonek má dřevěné obložení doplněné ozdobnými kovovými prvky. Oba přijímací salonky spojují vysoké prosklené dveře. Oba mají kazetové stropy s propracovaným ornamentem.
Na rozdíl od většiny dalších prvorepublikových ministerstev není budova kulturní památka. Po druhé světové válce prošla budova čtyřmi rozsáhlými vnitřními stavebními úpravami, přesto si zachovala stylový charakter a mnohé původní prvky vnitřního vybavení. Při povodních v roce 2002 byl znemožněn přístup do budovy a evakuovaní zaměstnanci působili z jiných budov ministerstva v Praze. Zatopeny byly podzemní části budovy, sanační práce probíhaly po dobu dvou let.

## Organizace v resortu
- Český úřad pro zkoušení zbraní a střeliva
- Český metrologický institut
- Česká obchodní inspekce
- Úřad pro technickou normalizaci, metrologii a státní zkušebnictví